# Naturschutzgebiet Henkhauser- und Hasselbachtal

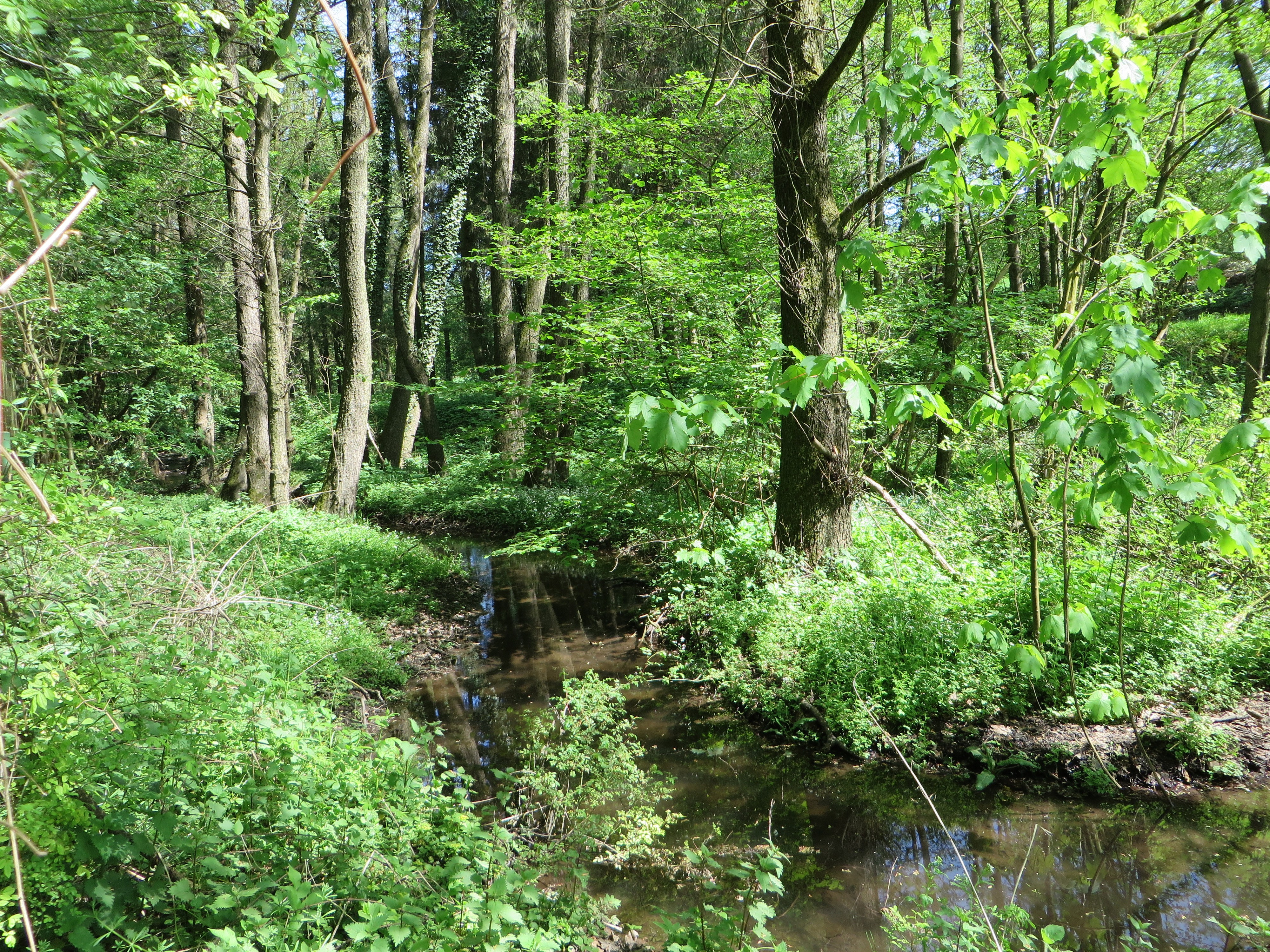
Das Naturschutzgebiet Henkhauser- und Hasselbachtal (2016)

Das Naturschutzgebiet Henkhauser- und Hasselbachtal befindet sich auf dem Gebiet der kreisfreien Stadt Hagen in Nordrhein-Westfalen. Das Naturschutzgebiet liegt im Hagener Stadtteil Hohenlimburg-Henkhausen entlang des Hasselbaches und des Henkhauser Baches. Das Schutzgebiet umfasst ein mehrfach verzweigtes Bachsystem und Zuflüsse des Henkhauser- und des Hasselbaches östlich von Henkhausen. Die z. T. kerbförmig eingeschnittenen Talbereiche sind überwiegend mit Laubholzarten, u. a. auch mit Erlen und Eschen bestanden. Östlich des Zusammenflusses der beiden Bachsysteme stockt ein großer Eichenwald mit Buchenbeimischung. Im nördlichen Teil des Gebietes finden sich mehrere Hangwiesen bzw. Wiesenbrachen mit Trockenrasenvegetation. In einigen Bereichen sind Feuchtwiesenbrachen vorhanden. Mehrere, z. T. verbuschte Steinbrüche sind über das gesamte Schutzgebiet verteilt.

## Bedeutung
Das 56,7540 ha große Gebiet ist seit 1992 unter der Kennung HA-015 wegen der besonderen Eigenart und der hervorragenden Schönheit des ausgedehnten Bachauenwaldes mit angrenzenden Laubwäldern und wegen der internationalen Bedeutung eines geologischen Aufschlusses im Hasselbachtal aus wissenschaftlichen und erdgeschichtlichen Gründen (Richtprofil der Devon-Karbon-Grenze) als Naturschutzgebiet ausgewiesen. Schutzziel ist die Erhaltung und Wiederherstellung von Lebensgemeinschaften oder Lebensstätten bestimmter wildlebender Pflanzen- und wildlebender Tierarten des Henkhauser- und Hasselbachtals und der Erhalt, zur Entwicklung und Förderung der Bachauenwälder mit ihren charakteristischen Pflanzenarten sowie der typischen Lebensgemeinschaften der Mittelgebirgsbäche.